# Гросшёнау (Саксония)
Гросшёнау (нем. Großschönau) — община в Германии, в земле Саксония. Подчиняется административному округу Дрезден. Входит в состав района Гёрлиц. Подчиняется управлению Гросшёнау-Вальтерсдорф. Население составляет 6072 человека (на 31 декабря 2010 года). Занимает площадь 23,87 км².

## Население
| Год  | Численность | Численность |
| ---- | ----------- | ----------- |
| 2010 | 6072        |             |
| 2017 | 5465        | [ 1 ]       |
| 2019 | 5465        | [ 3 ]       |
| 2021 | 5230        | [ 4 ]       |
| 2022 | 5271        | [ 5 ]       |
| 2023 | 5179        | [ 2 ]       |